# Rishiri (miasto)
Rishiri (jap. 利尻町 Rishiri-chō) – miasto w Japonii, w prefekturze Hokkaido, w podprefekturze Sōya. Według danych na rok 2020 miejscowość zamieszkiwało 2 004 mieszkańców , a gęstość zaludnienia wyniosła 26,2 os./km².